# (3460) Ashkova
(3460) Ashkova (1973 QB2) – planetoida z pasa głównego asteroid okrążająca Słońce w ciągu 5,7 lat w średniej odległości 3,19 j.a. Odkryła ją Tamara Smirnowa 31 sierpnia 1973 roku.